# Inse-Marie Ortgies
Inse-Marie Ortgies geb. Ommen (* 11. April 1944 in Oldenburg; † 13. August 2022 in Hohenkirchen) war eine deutsche Politikerin der CDU.

## Ausbildung und Beruf
Nach den Volksschuljahren in Funnix, Landkreis Wittmund, besuchte Inse-Marie Ommen die Realschule in Wittmund/Ostfriesland. Danach machte sie eine Ausbildung zur ländlichen Hauswirtschafterin. Von 1968 bis 1993 war Inse-Marie Ortgies Ausbilderin in der ländlichen Hauswirtschaft.

## Politik
Seit 1975 war Ortgies Mitglied der CDU und seit 1986 im Vorstand des Landesverbandes der CDU im Oldenburger Land. Von 1994 bis 2008 war sie Mitglied des Niedersächsischen Landtages.

## Familie
Inse-Marie Ortgies war mit Früsmer Ortgies verheiratet, dem früheren Vorsteher des III. Oldenburgischen Deichbands. Bei ihrem Tod hinterließ sie ihren Ehemann und zwei Kinder.